# 南溪河 (元江)
南溪河，位于中国云南省南部，是元江左岸支流，流域地跨中国云南省和越南老街省。南溪河源头称北溪河，发源于中国云南蒙自市东北鸣鹫镇西南的小田坝，西南流经岩溶丘陵区入菲白水库，出库后转东南流，经过庄寨水库后始称“南溪河”。南溪河东南流经屏边苗族自治县中部后，成为河口瑶族自治县与屏边县和马关县的界河，继而流入河口县，至中越边界左纳八字河后折向西南，成为中越两国界河。至河口县河口镇南入元江。全长169.2公里，其中两国界河河段长9.2公里。中国境内流域面积3354.7平方公里。途纳四岔河、金产河、鱼塘河和小南溪河等支流。
清朝末年由法国主持修建的滇越铁路大体沿着南溪河干流河谷向东南南进入越南。全國重點文物保護單位五家寨人字桥即位于南溪河支流四岔河上。